# Zufikon
Zufikon es una comuna suiza del cantón de Argovia, situada en el distrito de Bremgarten. Limita al norte con la comuna de Widen, al este con Berikon y Oberwil-Lieli, al sur con Unterlunkhofen, y al suroeste y oeste con Bremgarten.

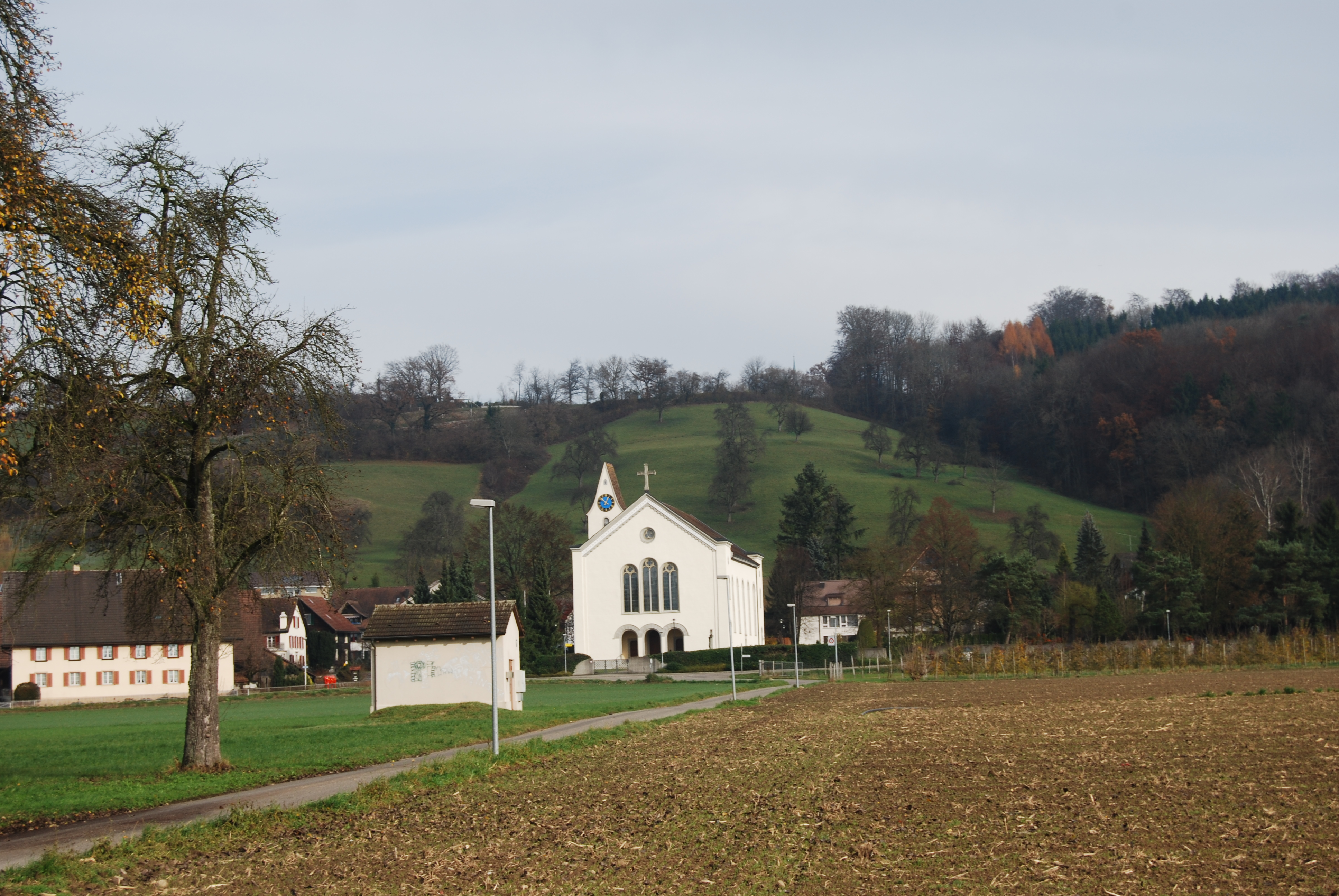
Vista de Zufikon.